# 佩奇 (內布拉斯加州)
佩奇（英語：Page）是位於美國內布拉斯加州霍爾特縣的村。

## 人口
根據2020年美國人口普查的數據，佩奇的面積為0.63平方千米，皆為陸地。當地共有人口166人，而人口密度為每平方千米263人。